# Портрет Ивана Григорьевича Гейденрейха
«Портрет Ивана Григорьевича Гейденрейха» — картина Джорджа Доу и его мастерской из Военной галереи Зимнего дворца.
Картина представляет собой погрудный портрет генерал-майора Ивана Григорьевича Гейденрейха из состава Военной галереи Зимнего дворца.
С начала Отечественной войны 1812 года полковник Гейденрейх командовал Костромским пехотным полком, отличился в сражениях под Кобриным и на Березине. В Заграничном походе 1813 года отличился в бою при Кёнигсварте, под Бауценом был ранен, а в 1814 году в сражении при Шато-Тьерри был захвачен французами в плен, из которого освобождён уже по окончании военных действий.
Изображён в генеральском мундире, введённом для пехотных генералов 7 мая 1817 года. На шее кресты орденов Св. Владимира 3-й степени и Св. Анны 2-й степени; справа на груди крест ордена Св. Георгия 4-го класса и серебряная медаль «В память Отечественной войны 1812 года» на Андреевской ленте . Подпись на раме: И. Г. Гейденрейхъ, Генералъ Маiоръ.
7 августа 1820 года Комитетом Главного штаба по аттестации Гейденрейх был включён в список «генералов, заслуживающих быть написанными в галерею» и 28 февраля 1823 года император Александр I приказал написать его портрет. Гонорар Доу был выплачен 21 июня 1827 года и 15 января 1828 года. Готовый портрет был принят в Эрмитаж 21 января 1828 года. Предыдущая сдача готовых портретов произошла 8 июля 1827 года, соответственно этот портрет был написан между указанными датами.